# Dorothea Mackellar
Œuvres principales
My Country
Isobel Marion Dorothea Mackellar (1885-1968) est une poétesse et écrivaine australienne, Officier de l'Ordre de l'Empire britannique, connue sous le nom de Dorothea Mackellar. Elle écrit My Country en 1908, un des poèmes les plus célèbres d'Australie. Rejetant la notion d'anglophilie, elle y exprime sa nostalgie pour sa terre natale, alors qu'elle vit à Londres.

## Biographie
Dorothea Mackellar est le troisième enfant et seule fille du chirurgien et député australien Charles Mackellar. Elle naît dans la maison familiale de Point Piper, près de Sydney, le 1er juillet 1885. Évoluant parmi l'élite intellectuelle et administrative d'Australie, elle reçoit une éducation privée à la maison, notamment en littérature, peinture, escrime et langues étrangères, jusqu'à ce qu'elle soit en âge de fréquenter l'Université de Sydney. De fréquents voyages en Europe, en Amérique et en Asie contribuent également à sa formation . Elle parle couramment plusieurs langues étrangères dont le français, l'allemand, l'espagnol et l'italien. À l'âge adulte, elle sert d'interprète à son père qu'elle accompagne lors de ses voyages.

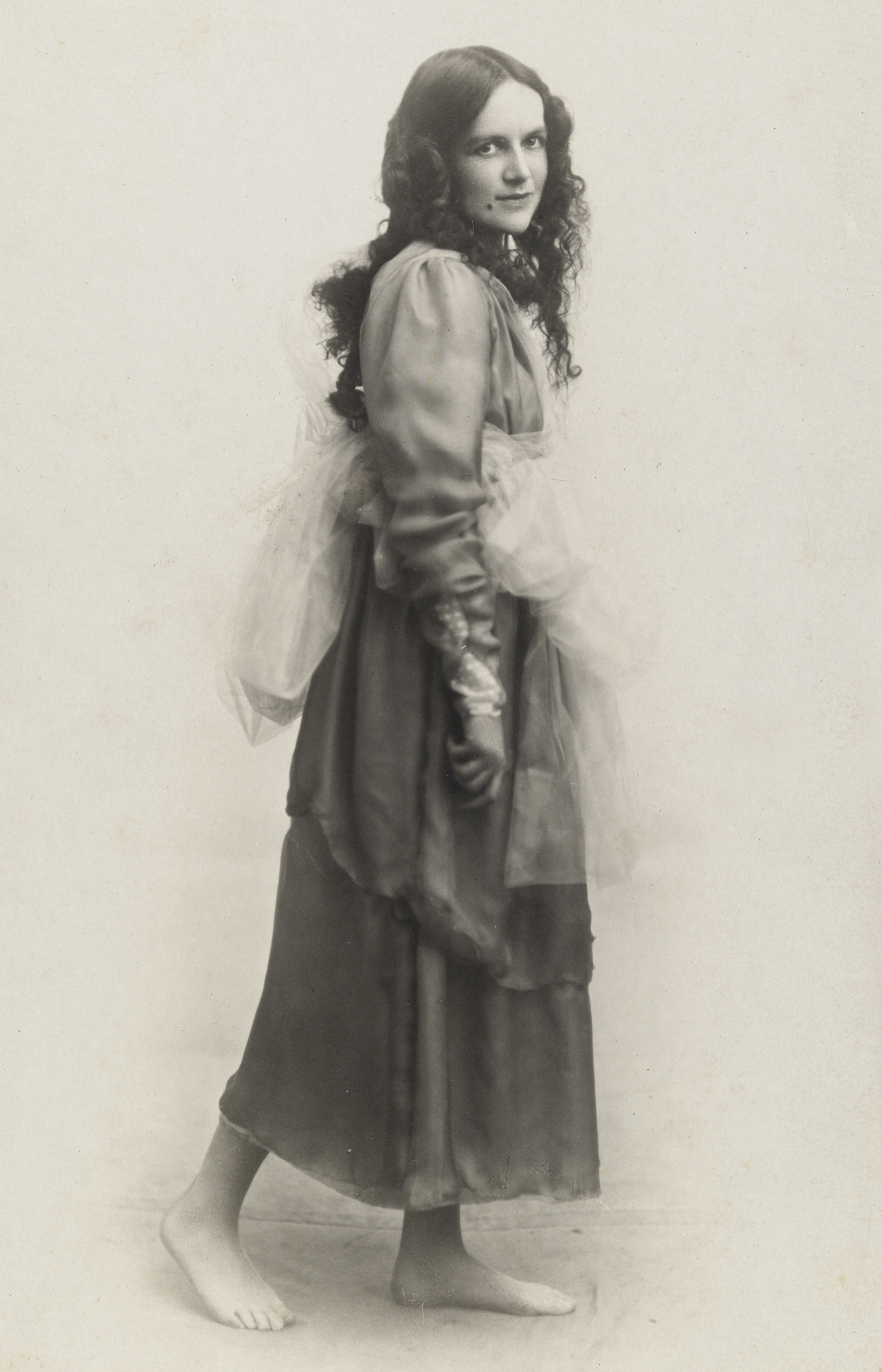
Dorothea Mackellar vêtue telle l'une des Graces pour Mme T.H. Kelly, 20 June 1918

Elle se met à l'écriture dès l’adolescence et écrit la première version de son poème le plus connu en 1904, prise de nostalgie pour son pays alors qu'elle est malade à Londres. Ce poème est publié pour la première fois dans la revue londonienne The Spectator, sous le titre de Core of my Heart et sous le pseudonyme de Dorothea Macrellail. Intégré (avec une légère modification à la troisième ligne de la dernière strophe) à son premier recueil, The Closed Door (1911), cette œuvre est finalement republiée en 1914, dans The Witch Maid, en version originale et sous le titre de My Country.
Indépendante de fortune et d'esprit, Dorothea Mackellar publie de la poésie et d'autres textes de 1908 à la mort de son père, en 1926. Son dernier recueil, Fancy Dress, date de la même année. Dans le monde britannique de l'époque, ses poèmes sont considérés comme l'archétype de la poésie du bush australien, évoquant les grandes plaines australiennes qu'elle avait connues lors de ses séjours sur les terres familiales, près de Gunnedah, au Nord-Ouest de la Nouvelle-Galles du Sud.
Par la suite, bien qu'elle soit une femme active et impliquée dans plusieurs sociétés littéraires, elle cesse de publier. Un recueil de ses journaux intimes de 206 pages est cependant édité par Jyoti Brunsdon et publié en 1990 aux éditions Angus & Robertson.

## Distinctions
En 1968, lors des distinctions honorifiques de la nouvelle année, Dorothea Mackellar reçoit la distinction d'Officier de l'Ordre de l'Empire britannique pour sa contribution à la littérature australienne. Elle meurt deux semaines plus tard, à Paddington, dans les Nouvelle-Galles du Sud. Elle est enterrée avec son père et sa famille, dans le Cimetière de Waverley surplombant la mer. Son poème Colour, son préféré, fut lu lors de l'office.

## Héritage
La circonscription de Mackellar, s'étendant sur la moitié des plages du nord de Sydney, est nommée ainsi en l'honneur de la poétesse. Il en est de même pour la rue Mackellar Crescent, dans le quartier de Cook, à Canberra.
Le 26 Janvier 1983, à l'occasion de l'Australia Day, un mémorial en hommage à Dorothéa Mackellar est dévoilé et inauguré, à l'Anzac Park de Gunnedah. La pièce centrale de ce mémorial est une statue de la poétesse à cheval, de Dennis Adams. La statue présente lors de l’inauguration est une version en fibre de verre, remplacée par la version définitive en bronze, en septembre 1983.
Dans le cadre de l’inauguration de janvier 1983, une exposition d'une série de 34 aquarelle de Jean Isherwood, illustrant My Country, eut également lieu. Les aquarelles ont finalement été exposées de manière permanente, à la Gunnedah Bicentennial Regional Gallery. Isherwood réalisa également une série de peintures à l'huile, à partir des aquarelles, qui fut exposée à l'Artarmon Galleries de Sydney en 1986.
En 1984, Mikie Maas, un habitant de Gunnedah, créa le Dorothea Mackellar Poetry Awards , qui est devenu par la suite une compétition australienne de poésie, à l'échelle nationale, pour les élèves de primaire et secondaire.

## Œuvres

### Recueils de poésie
- 1911: The Closed Door (and other verses). Poèmes déjà publiés dans The Spectator, le Bulletin de Sydney, Harper's Magazine, le Sunday Times et d'autres périodiques australiens. Australasian Authors' Agency, Melbourne.
- 1914: The Witchmaid (and other verses). Certains poèmes étaient déjà inclus dans The Closed Door. J. M, Dent & Sons Ltd, Londres.
- 1923: Dreamharbour. Longmans, Green and Co., Londres.
- 1926: Fancy Dress. Angus &amp; Robertson Ltd, Sydney.

### Roman
- 1913: Outlaw's Luck. Mills & Boon, Londres[6].